# К-442 «Челябінськ»
| К-442 «Челябінськ»                                                      | К-442 «Челябінськ»                                                         | К-442 «Челябінськ»                                                         |
| ----------------------------------------------------------------------- | -------------------------------------------------------------------------- | -------------------------------------------------------------------------- |
| К-442 «Челябинск»                                                       |                                                                            |                                                                            |
|                                                                         |                                                                            |                                                                            |
| Схематичне зображення радянського підводного човна проєкту 949A «Антей» |                                                                            |                                                                            |
| Верф                                                                    | завод № 402, Сєверодвінськ                                                 | завод № 402, Сєверодвінськ                                                 |
| Під прапором                                                            | СРСР Росія                                                                 | СРСР Росія                                                                 |
| Належність                                                              | Військово-морський флот СРСР · Військово-морські сили Російської Федерації | Військово-морський флот СРСР · Військово-морські сили Російської Федерації |
| Порт приписки                                                           | Вілючинськ, Бухта Крашеніннікова                                           | Вілючинськ, Бухта Крашеніннікова                                           |
| На честь                                                                | Челябінськ                                                                 | Челябінськ                                                                 |
| Закладений                                                              | 21 травня 1987                                                             | 21 травня 1987                                                             |
| Спуск на воду                                                           | 18 червня 1990                                                             | 18 червня 1990                                                             |
| Введений до складу флоту                                                | 28 грудня 1990                                                             | 28 грудня 1990                                                             |
| Перейменований                                                          | З 13 квітня 1993 року — «Челябінськ»                                       | З 13 квітня 1993 року — «Челябінськ»                                       |
| На службі                                                               | з 1990–по т.ч.                                                             | з 1990–по т.ч.                                                             |
| Сучасний статус                                                         | з 2022 року перебуває на ремонті та модернізації                           | з 2022 року перебуває на ремонті та модернізації                           |
| Бойовий досвід                                                          | Холодна війна                                                              | Холодна війна                                                              |
| Проєкт                                                                  |                                                                            |                                                                            |
| Тип ПЧ                                                                  | атомний підводний човен з крилатими ракетами                               | атомний підводний човен з крилатими ракетами                               |
| Розробник проєкту                                                       | КБ «Рубін»                                                                 | КБ «Рубін»                                                                 |
| Класифікація НАТО                                                       | Oscar-II                                                                   | Oscar-II                                                                   |
| Вартість                                                                | 226 млн. руб.                                                              | 226 млн. руб.                                                              |
| Основні характеристики                                                  |                                                                            |                                                                            |
| Швидкість (надводна)                                                    | 15 вузлів (27,8 км/год)                                                    | 15 вузлів (27,8 км/год)                                                    |
| Швидкість (підводна)                                                    | 32 вузли (59,2 км/год)                                                     | 32 вузли (59,2 км/год)                                                     |
| Робоча глибина занурення                                                | 520 м                                                                      | 520 м                                                                      |
| Гранична глибина занурення                                              | 600 м                                                                      | 600 м                                                                      |
| Автономність плавання                                                   | 120 діб                                                                    | 120 діб                                                                    |
| Екіпаж                                                                  | 107 осіб                                                                   | 107 осіб                                                                   |
| Розміри                                                                 |                                                                            |                                                                            |
| Довжина найбільша (по КВЛ)                                              | 154 м                                                                      | 154 м                                                                      |
| Ширина корпусу найб.                                                    | 18,2 м                                                                     | 18,2 м                                                                     |
| Середня осадка (по КВЛ)                                                 | 9,2 м                                                                      | 9,2 м                                                                      |
| Водотоннажність надводна                                                | 14 700 т                                                                   | 14 700 т                                                                   |
| Водотоннажність підводна                                                | 23 900 т                                                                   | 23 900 т                                                                   |
| Силова установка                                                        |                                                                            |                                                                            |
| Атомна: 2 × ядерні реактори ОК-650В                                     |                                                                            |                                                                            |
| Гвинти                                                                  | 2                                                                          | 2                                                                          |
| Потужність                                                              | 2 × 190 МВт (98 000 к.с.)                                                  | 2 × 190 МВт (98 000 к.с.)                                                  |
| Озброєння                                                               |                                                                            |                                                                            |
| Торпедно- мінне озброєння                                               | 2 ТА калібру 650-мм (8-12 торпед) і 4 ТА калібру 533-мм (16 торпед)        | 2 ТА калібру 650-мм (8-12 торпед) і 4 ТА калібру 533-мм (16 торпед)        |
| Ракетне озброєння                                                       | 24 крилаті ракети ЗМ-45 у 12 контейнерах ПУ ПКР комплексу П-700 «Граніт»   | 24 крилаті ракети ЗМ-45 у 12 контейнерах ПУ ПКР комплексу П-700 «Граніт»   |
| ППО                                                                     | ПЗРК «Стріла-3М» або «Верба»                                               | ПЗРК «Стріла-3М» або «Верба»                                               |

К-442 «Челябінськ» (рос. К-442 «Челябинск») — радянський/російський багатоцільовий атомний підводний човен проєкту 949А «Антей». Закладений 21 травня 1987 року під назвою К-442 на заводі № 402 у Сєверодвінську під заводським номером 638. 18 червня 1990 року спущений на воду. 28 грудня 1990 року включений до складу входить до складу дивізії підводних човнів Північного флоту Росії.

## Історія служби
14 березня 1991 року підводний човен зарахований до складу 11-ї дивізії 1-ї флотилії підводних човнів Північного флоту з базуванням на Західну Ліцу.
18 серпня 1991 року К-442 разом з іншим ПЧАРК класу «Оскар II», К-173, залишив Західну Ліцу для переходу під Північним полюсом з Північного до Тихоокеанського флоту. 12 вересня 1991 року обидва атомні підводні човни прибули в бухту Крашенінникова у Вілючинську і офіційно були зараховані до складу Тихоокеанського флоту 24 вересня.
Лише 13 квітня 1993 року К-442 отримав назву «Челябінськ». Протягом 1994 року К-442 брав участь у бойовому поході в Тихий океан. Це включало стеження за бойовою групою американського авіаносця «Кітті-Хок». Під час відстеження авіаносна група «Кітті-Хока» проводили проти нього протичовнові операції з 7 по 8 липня 1994 року. У поході також відбувалося відстеження «Індепенденс», який базувався в Йокосуці, Японія.
У травні 1999 року К-442 було поставлено на прикол через зношеність, перш ніж повернутися до експлуатації приблизно у 2002 році. У 2008 році підводний човен знову був виведений з бойового складу через потребу у ремонті.
З 2014 року К-442 «Челябінськ» вчергове перебуває на тривалому ремонті на Далекосхідному заводі «Звєзда».